# 시라오 히데히토
시라오 히데히토(일본어: 白尾 秀人, 1980년 9월 30일 ~ )는 일본의 전 축구 선수이다.

## 구단 경력
과거 방포레 고후, 마쓰모토 야마가 FC, V-파렌 나가사키, FC 류큐에서 활동하였다.